# Veenkade (waterkering)

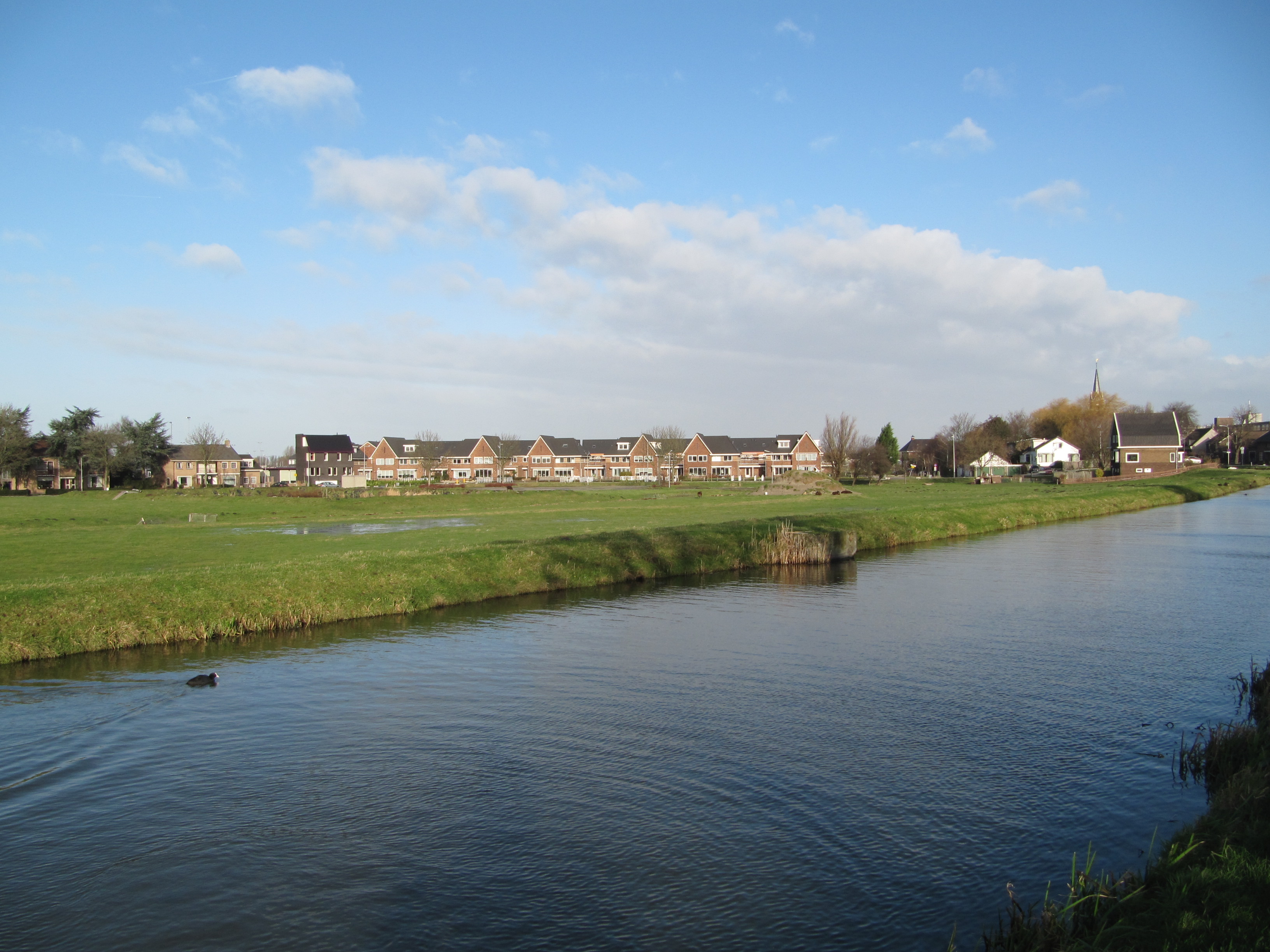
Veenkade in Berkel en Rodenrijs in Zuid-Holland

Een veenkade of veendijk is een waterkering die geheel of gedeeltelijk opgebouwd is uit veen. Het gaat meestal om oudere, kleinere, secundaire waterkeringen. Het bijzondere van deze kades is dat ze niet door mensenhanden neergelegd zijn, maar ontstaan doordat de naastliggende gronden ingezakt of afgegraven zijn. Moderne waterkeringen worden niet van veen, maar van zand en klei gemaakt.
Veenkades komen in Nederland voor, maar ook in Ierland.

## Ontstaan
Een veenkade is vaak ontstaan door het in het kader van ontginning ontwateren van het aanliggende veengebied. In boezemwaters werd het water verzameld en vervolgens door de veenrivieren afgevoerd. Dit ontwateren had tot gevolg dat de veengrond die in cultuur gebracht was inklonk. Direct langs de boezemwateren droogde de veengrond niet in, doordat het grondwaterpeil hier hoog bleef. Zo ontstonden hoger gelegen kades in het landschap. Het bovenste deel van een veenkade, vaak circa 1 m dik, is wel door mensen opgeworpen. Daarbij werd gedroogd veen gebruikt, dat lokaal beschikbaar was.
Ook was een veenkade oorspronkelijk soms een ontsluitingsweg, die niet afgegraven werd. Op sommige locaties werd de veengrond grootschalig afgegraven en weggebaggerd om turf te winnen. Hierdoor ontstonden uitgestrekte veenplassen, waarvan de meeste later weer zijn drooggelegd. De wegen naast kanalen en veenrivieren die bij de ontginning werden gebruikt zijn niet afgegraven en bestaan nog uit het oorspronkelijke veen.  
De vele kilometers veendijk die Nederland telt hebben ook in de eenentwintigste eeuw nog een belangrijke waterkerende functie. Naar schatting gaat het om 3.500 km, vooral in West- en Noord-Nederland. Hoe belangrijk de kades zijn wordt soms duidelijk als bij een verzakking het achterliggende gebied, dat inmiddels vaak intensief in gebruik is, dreigt te overstromen. 

## Kadebreuken in Nederland

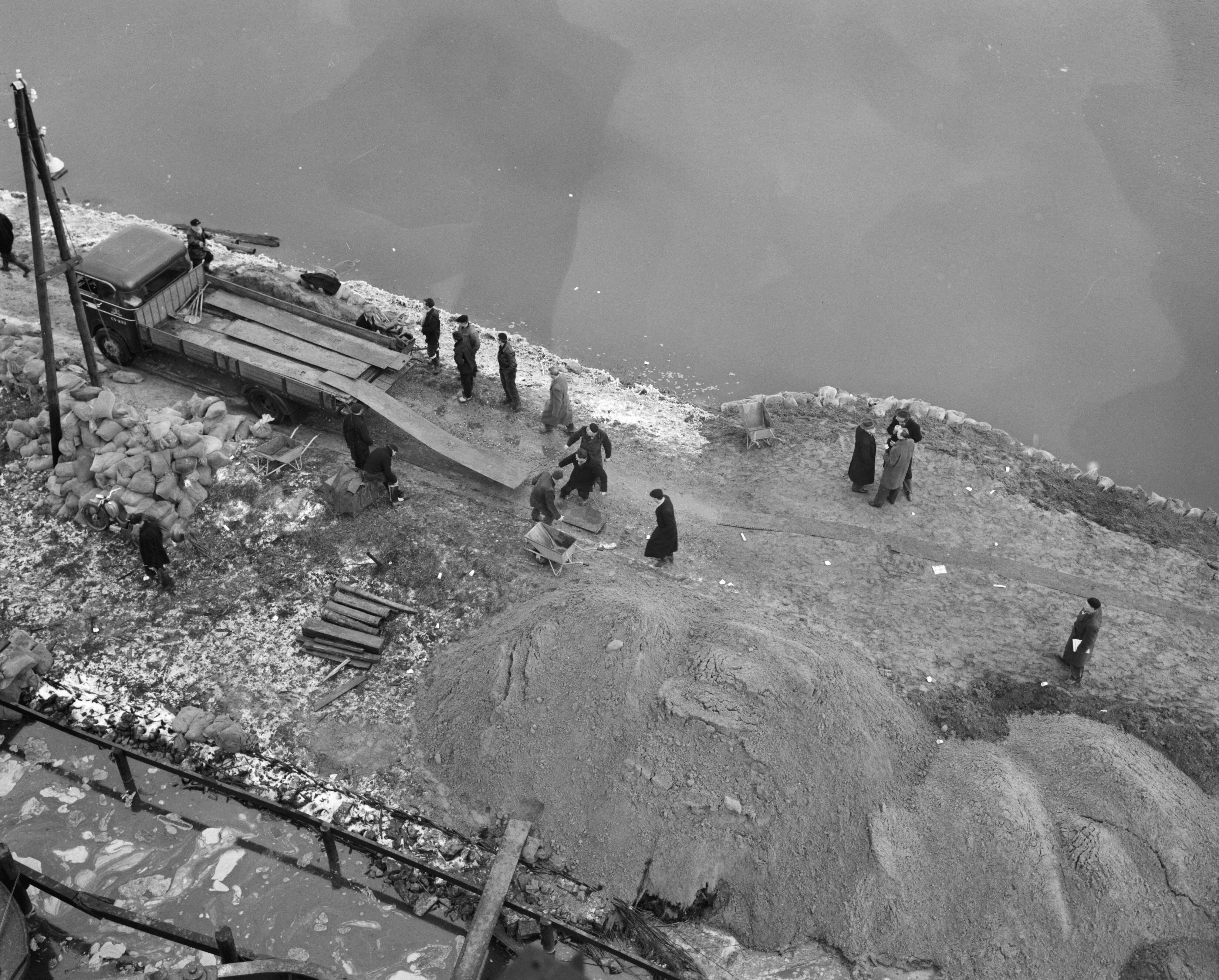
Het gat van de doorbraak bij Tuindorp Oostzaan in 1960

In Nederland hebben onder andere de volgende grootschalige veenkadebreuken plaatsgevonden:
- 19 augustus 1947 brak in Zoetermeer een kade plotseling door[1]
- 14 januari 1960 verzakte een dijk van Zijkanaal H waardoor Tuindorp Oostzaan overstromde
- 26 augustus 2003 bezweek een kade bij Wilnis
- 31 augustus 2003 bezweek een kade langs de Rotte bij Terbregge.[3]
- 26 juli 2021 verzakte een veendijk bij Reeuwijk.[4]

Na de kadebreuk te Tuindorp Oostzaan is de Technische Adviescommissie voor de Waterkeringen (TAW) in het leven geroepen om te onderzoeken hoe het met de Nederlandse dijken was gesteld. Bij evaluatie bleek dat de geotechnische stabiliteit van veel kades onvoldoende was. De TAW heeft vervolgens tussen ca. 1972 en 1990 systematisch boezemkadeonderzoek uitgevoerd. Naar aanleiding hiervan zijn veel kades verbeterd. De resultaten zijn in 1993 samengevat gepubliceerd in het 'Technisch rapport voor het toetsen van boezemkaden'.  Na de doorbraken in 2003 werd door de rijksoverheid een expertgroep "veenkades" ingesteld om in kaart te brengen welke kennis ontbrak.

## Kadebreuken bij droogte
Uitgedroogd veen is aanmerkelijk lichter van gewicht en neemt ook niet meer in gewicht toe omdat het geen water meer kan absorberen. Het is waterafstotend geworden. Barsten en scheuren kunnen het gevolg zijn. De meeste kadebreuken ontstaan door 'afschuiving'; water uit de naastliggende watergang zoekt zich een weg door en onder het verdroogde veen door en spoelt het zand waarop dit rust weg. Het gevolg kan zijn dat een kadedeel wegschuift en een gat ontstaat dat door de stroming snel groter wordt. Het nabije gelegen gebied kan hierdoor met grote wateroverlast te maken krijgen. Kadebeheerders letten daarom, vooral na de kadebreuk bij Wilnis in 2003, scherp op dreigende uitdroging en zullen zo nodig regelmatig de veenkade 'beregenen' met water uit sloot of kanaal. Bij droogte wordt het waterpeil in boezems zo lang mogelijk hoog gehouden. In West-Nederland wordt daarvoor zo nodig de Klimaatbestendige Wateraanvoervoorziening in gezet.

## Risico's bij veel regen
Bij veel regen kan de grondwaterstand nog hoger worden dan normaliter al het geval is. Daardoor neemt de stabiliteit af, waardoor de kade kan afschuiven. Een ander risico is regen na een periode van droogte. Als het boezempeil door veel regen snel stijgt, neemt de uitgedroogde kade slechts langzaam water op. De kade blijft licht van gewicht en kan hierdoor ook bezwijken. 
Op 15 januari 1989 bezweek een veenkade in Ierland na een heftige regenbui. Het was een deel van de dijk van de Grand Canal tussen het Aquaduct Blundell en de brug Downshire. Meer dan 300.000 m3 water stroomde het omringende gebied in. Er was veel schade en de reparaties namen 13 maanden te beslag.